# 两个男人和一个衣柜
两个男人和一个衣柜（波蘭語：Dwaj ludzie z szafą）是一部1958年的波兰黑白无声短片，导演为罗曼·波兰斯基。

## 剧情
两个男人（Jakub Goldberg 与 Henryk Kluba饰）扛着一个大衣柜出现在海面上，他们来到一个小镇。因为扛着衣柜，他们受到人们的敌对态度和攻击，包括被一群流氓袭击（其中一个由罗曼·波兰斯基饰）。最后，他们来到一个海滩，然后走向大海，渐行渐远……

## 演员
- 两个男人：Jakub Goldberg 、Henryk Kluba
- 流氓：Stanisław Michalski、罗曼·波兰斯基、Andrzej Kondratiuk
- 女孩：Barbara Kwiatkowska